# 彌五島站

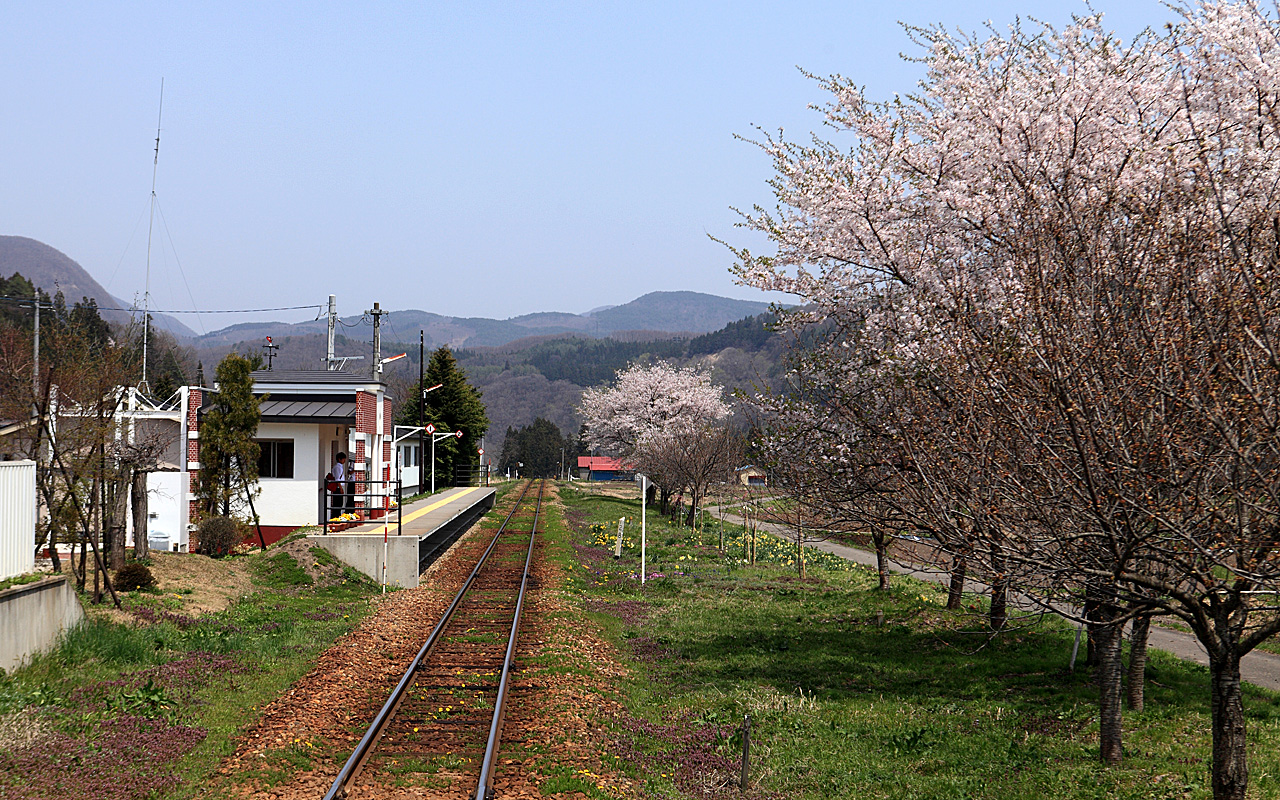
月台

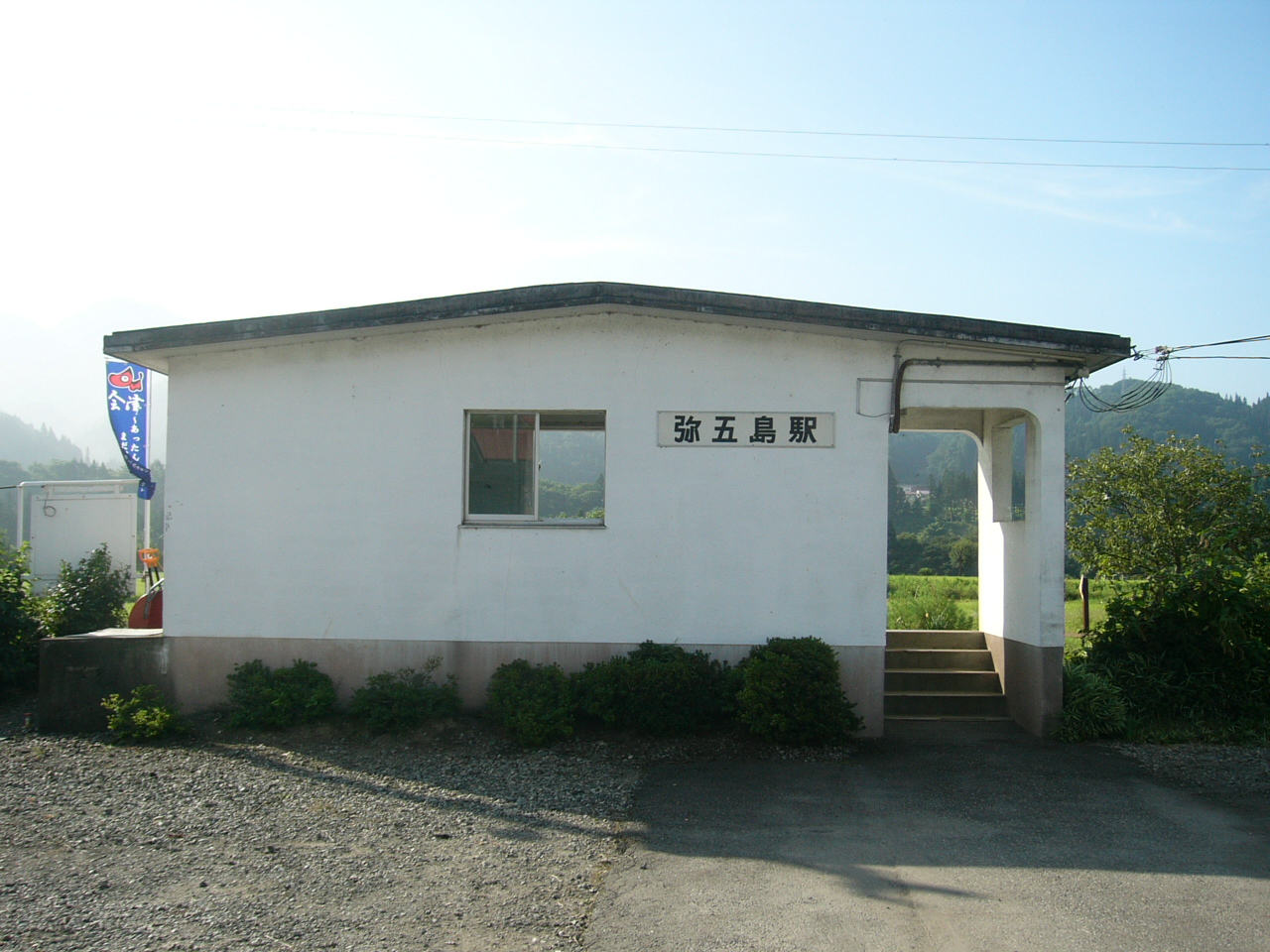
舊車站大樓（2006年8月）

彌五島站（日语：／ Yagoshima eki */?）是位於福島縣南會津郡下鄉町大字彌五島字寺下無番地，會津鐵道的會津線車站。

## 歷史
- 1934年（昭和9年）12月27日 - 國有鐵道會津線車站啟用。
- 1971年（昭和46年）8月29日 - 結束售票和檢票業務，只有運輸要員當值。
- 日期不明 - 成為無人車站
- 1987年（昭和62年）
  - 4月1日 - 伴隨國鐵分割民營化，車站由東日本旅客鐵道（JR東日本）營運。
  - 7月16日 - 會津線旅客業務由會津鐵道接管，成為會津鐵道線車站。

## 車站構造
此站是地面車站，設有1面1線的單式月台。車站設有候車室。此站是無人車站。站名牌上標記了「溪谷大川之飛濺」。

## 使用狀況
在2015年度的1日平起乘車人次為36人。
| 乘車人員變化 | 乘車人員變化 |
| 年度         | 1日平均人次  |
| ------------ | ------------ |
| 2000         | 63           |
| 2001         | 63           |
| 2002         | 58           |
| 2003         | 47           |
| 2004         | 38           |
| 2005         | 47           |
| 2006         | 49           |
| 2007         | 49           |
| 2008         | 49           |
| 2009         | 41           |
| 2010         | 41           |
| 2011         | 30           |
| 2012         | 36           |
| 2013         | 38           |
| 2014         | 38           |
| 2015         | 36           |

## 車站周邊
- 彌五島郵局
- 萬願寺
- 福島縣道216號彌五島停車場線（日语：福島県道216号弥五島停車場線）

## 巴士路線
在車站約200米的國道上設有「彌五島站前」巴士站。
| 乘車處     | 系統           | 主要途經               | 目的地     | 巴士公司       | 備註                 |
| ---------- | -------------- | ---------------------- | ---------- | -------------- | -------------------- |
|            |                | 下鄉中學、會津下鄉站前 | 會津田島站 | 會津乘合自動車 | 平日只有1班          |
| 下鄉中入口 | 會津下鄉站前   | 平日只有1班            |            | 會津乘合自動車 |                      |
| 下鄉中入口 | 會津下鄉站入口 | 平日只有1班            |            | 會津乘合自動車 |                      |
|            |                | 塔之岪、湯野上溫泉站前 | 小沼崎     | 會津乘合自動車 | 星期六及假日暫停服務 |

## 相鄰車站
會津鐵道
■會津線
□快速「接力號」
通過
□快速「AIZU山特快」、■普通（包含「接力號」）
塔之岪－彌五島－會津下鄉

## 注腳
1. ↑  第131回福島県統計年鑑 （页面存档备份，存于）（日語）

## 外部連結
- 彌五島站 （页面存档备份，存于）（日語）